# فوتبال برای دوستی
فوتبال برای دوستی یک برنامه بین‌المللی اجتماعی برای کودکان می‌باشد که سالی یکبار توسط پی جی اس سی (PJSC) گازپرام تطبیق می‌گردد. هدف از ترویج این برنامه ورزشی برای نسل جوان آشنای آن‌ها با ارزش‌های مهم زندگی و انتخاب یک سبک سالم زندگی می‌باشد. در چارچوب این برنامه بازیکنان که سن شان ۱۲ سال می‌باشد از سراسر جهان در جام جهانی فوتبال برای دوستی در روزی بین‌المللی فوتبال برای دوستی اشتراک می‌کنند.
این برنامه توسط فیفا، یوفا، سازمان ملل متحد، کمیته‌های المپیک و پارالمپیک، سران کشورها، دولت‌ها و فدراسیون‌های فوتبال کشورهای مختلف، سازمان‌های بین‌المللی خیریه، سازمان‌های عمومی و باشگاه‌های پیشرو فوتبال جهان حمایت می‌شود. برگزارکننده جهانی این برنامه ای جی تی (AGT) مخابرات گروپ (روسیه) می‌باشد.

## تاریخچه

### فوتبال برای دوستی سال ۲۰۱۳
نخستین انجمن بین‌المللی کودکان فوتبال برای دوستی در تاریخ ۲۵-۰۵-۲۰۱۳ در لندن برگزار گردید. ۶۷۰ کودک از ۸ کشور اشتراک کرده بودند؛ که عبارت اند از: بلغارستان، انگلستان، مجارستان، آلمان، یونان، روسیه، صربستان و اسلوانی.
روسیه با ۱۱ تیم از ۱۱ شهر مختلف اشتراک کرده بود؛ و در سال ۲۰۱۸ میزبان این بازی‌ها در جام جهانی فوتبال برای دوستی می‌باشد.
تیم‌های فوتبال جوانان زینیت (Zenit), چیلسی (Chelsea), شالکه ۰۴(Shalke 04), کروینه زویزده (Crvena Zvezda), برنده‌های روزی ورزشی کودکان گازپروم، و برنده‌های فستیوال فیکل همچنان از جمله اشتراک‌کننده گان این انجمن بودند.
در این جریان کودکان با همسالان خود از کشورهای مختلف و با ستاره‌های مشهور فوتبال ملاقات‌ها و صحبت‌های داشند؛ و همچنان در مسابقه نهایی یا فینال لیگ قهرمانان اروپا سال ۲۰۱۲/۲۰۱۳ در ورزشگاه ویمبلی (Wembley Stadium) حضور یافتند و مسابقه را از نزدیک تماشا کردند.
دست‌آورد و برداشت از این برنامه قرار ذیل است: دوستی، برابری، عدالت، صحت، صلح، وفا داری، پیروزی، رسوم و سنت‌ها ارزش‌های اند که توسط کودکان تنظیم و در یک نامه سرباز به عنوانی لیگ قهرمانان اروپا و فیفا (UEFA, FIFA) فرستاده شد.
در جلسه ماه سپتامبر ۲۰۱۳ میان رئیس‌جمهور روسیه ولادیمر پوتین، ویتلی موتکو معاون نخست‌وزیر روسیه و رئیس فدراسیون فیفا سیپ بلاتتر برگزار شده بود. رئیس فدراسیون فیفا از دریافت نامه تصدیق کرد اظهار داشت که همیشه حاضر بوده تا از فوتبال برای دوستی حمایت کند.

### فوتبال برای دوستی سال ۲۰۱۴
فصل دوم فوتبال برای دوستی در تاریخ ۲۳-۰۵-۲۰۱۴ برگزار گردید که اضافه تر از ۴۵۰ نوجوان از ۱۶ کشور اشتراک کرده بودند که قرار ذیل اند:
بلاروس، بلغارستان، انگلستان، مجارستان، آلمان، ایتالیا، هلند، لهستان، پرتغال، روسیه، صربستان، اسلوانی، ترکیه، اوکراین، فرانسه و کرواسی. بازی کنان یا فوتبالرهای جوان در انجمن بین‌المللی فوتبال برای دوستی در یک مسابقه فوتبال خیابانی سهم گرفتن و همچنان در مسابقه نهایی یا فینال قهرمانان اروپا در سال ۲۰۱۳/۲۰۱۴ حضور داشتند.
تیم جوانان بیفیکه (Benfica) کشور پرتغال برنده مسابقات بین‌المللی فوتبال خیابانی سال ۲۰۱۴ شد.
نتیجه دور دوم این برنامه انتخاب رئیس جنبش فوتبال برای دوستی محسوب می‌شود، که فیلیپ سواریز (Felipe Suarez) از کشور پرتغال است. در ماه ژوئن ۲۰۱۴ به حیث رهبر جنبش از نهمین مسابقه بین‌المللی فوتبال جوانان به یادبود از یوری اندریویچ مروزوف (Yuri Adndreyevich Morozov) دیدن کرد.

### فوتبال برای دوستی سال ۲۰۱۵
فصل سوم انجمن بین‌المللی فوتبال برای دوستی در ماه ژوئن ۲۰۱۵ در برلین برگزار شد. اشتراک‌کننده گان از قاره آسیا – تیم فوتبال کودکان از جاپان، چین و قزاقستان برای نخستین بار در این برنامه اشتراک کرده بودند. در مجموع ۲۴ باشگاه فوتبال از ۲۴ کشور اشتراک کرده بودند.
بازیکنان یا فوتبالران جوان صحبت‌های داشتند با ستاره‌های فوتبال جهان و با هم سالان خود از کشورهای مختلف، به شمول آقای فرنز بیسکینبویر (Franz Beckenbauer) سفیر برنامه‌های جهانی (Global ambassador of the program), وی همچنان در مسابقات بین‌المللی فوتبال خیابانی در میان تیم‌های جوانان سهم گرفت و از مسابقات دیدن کرد.
برنده مسابقات بین‌المللی فوتبال خیابانی سال ۲۰۱۵ تیم جوانان رپید (Rapid) از کشور اتریش گردید.
رویدادهای فصل سوم فوتبال برای دوستی توسط ۲۰۰ ژورنالیستان از انتشارات پیشتاز جهان تحت پوشش قرار گرفته بود، و در ضمن ۲۴ خبرنگار جوان از آسیا و اروپا که عضوی مرکز مطبوعاتی بین‌المللی کودکان داشتند فعال بودند.
اساس‌ترین نقطه اوج سال ۲۰۱۵ مرا سم اهدای جام ناین ولیوز (Nine Values Cup) بود، که باشگاه بارسلونا از کشور اسپانیا برنده شده بود [۱۴]. برنده توسط کودکان که در رأی دهی جهانی در ۲۴ کشور اشتراک کرده بودند انتخاب شد.
در آخر تمام اشتراک‌کننده گان طبق معمول در بازی نهایی یا فینال لیگ قهرمانان اروپا ۲۰۱۴/ ۲۰۱۵ در میدان ورزشی المپیک استادیوم (Olympic Stadium) درشهر برلین حضور پیدا کردند و مسابقه را از نزدیک مشاهده کردند.

### فوتبال برای دوستی سال ۲۰۱۶
شروع برنامه بین‌المللی اجتماعی کودکان فوتبال برای دوستی در ۲۰۱۶ به کنفرانس مطبوعاتی آنلاین داده شده بود، که در ۲۴ مارچ در شهر مونیخ با اشتراک آقای فرنز بیسکینبویر (Franz Beckenbauer) سفیر برنامه‌های جهانی (Global ambassador of the program) برگزار گردید
در برنامه فصل چهارم، ۸ تیم جوان از کشورهای: آذربایجان، الجزیره، آرمانیا، آرژانتین، برزیل، ویتنام، قرقیزستان و سوریه پیوستند؛ که مجموع کشورهای اشتراک‌کننده به ۳۲ کشور می‌رسد.
تاریخ ۵ آوریل ۲۰۱۶ رأی دهی جایزه جام ناین ولیوز (Nine Values Cup) آغاز گردید.
علاقه‌مند از سراسر جهان اشتراک نمودند تا برنده را انتخاب کنند، اما فیصله نهایی به رأی اشتراک کنندگان برنامه فوتبال برای دوستی صورت گرفت. برنده باشگاه فوتبال بایرن (Bayern FC) مونیخ گردید. اشتراک‌کننده گان فوتبال برای دوستی اشاره کردند که فعالیت‌های باشگاه در عرصه‌های حمایت از کودکان نیازمند در کشورهای مختلف و فراهم ساختن ضروریات ابتدای از قبیل درمان و معالجه می‌باشد.
چهارمین انجمن بین‌المللی کودکان فوتبال برای دوستی و بازی نهایی مسابقه بین‌المللی فوتبال خیابان کودکان از تاریخ ۲۷–۲۸ ماه مه ۲۰۱۶ در شهر میلان برگزار گردید. برنده این مسابقه باشگاه مریبور (Maribor) کشور اسلوانی شد؛ و در آخر طبق سنت معمول اشتراک‌کننده گان در مسابقه نهایی و فینال لیگ قهرمانان اروپا اشتراک کردند.
رویدادهای انجمن توسط بیش از ۲۰۰ روزنامه نگاران پیشتاز رسانه‌های جهان و مرکز مطبوعاتی بین‌المللی کودکان تحت پوشش قرار گرفت، به شمول روزنامه نگاران جوان از کشورهای اشتراک کننده.
در فصل چهارم فوتبال برای دوستی اشتراک بازیکنان جوان باشگاه الوحده کشور سوریه کاملاً بی‌سابقه بود. شمول باشگاه الوحده در فصل چهارم این برنامه دید وا دید بازیکنان جوان از رویدادهای ورزشی شهر میلان یک قدم بسیار مهم جهت همکاری‌های بشردوستانه و نشان دادن همبستگی کشورهای جهان با جمعیت سوریه محسوب می‌شود. هیٔت مخصوص ورزش‌های عربی در شبکه بین‌المللی روسیه امروزی (رشیه تودی) یک فیلم مستند به عنوان <سه روز دور از جنگ> را دربارهٔ کودکانی که در این پروژه شرکت کرده بودند تهیه کرد.
در ۱۴ ماه سپتامبر سال ۲۰۱۶ بیش از ۷۰۰۰ بیننده از پخش اول این فیلم در شهر دمشق دیدن کردند.

### فوتبال برای دوستی سال ۲۰۱۷
برنامه بین‌المللی اجتماعی کودکان فوتبال برای دوستی سال ۲۰۱۷, از تاریخ ۲۶ جون – ۰۳ جلای ۲۰۱۷ , در شهر سنپیترسبورگ روسیه برگزارشد.
در سال ۲۰۱۷ تعداد اشتراک‌کننده گان فوتبال برای دوستی از ۳۲ به ۶۴ رسید. برای نخستین بار کودکان از مکزیک و ایالات متحده آمریکا. در این برنامه فوتبال برای دوستی اشتراک کردند. بدین گونه می‌توان گفت این پروژه بازیکنان جوان چهار قاره: آفریقا، اورآسیا (اروپا و آسیا Eurasia), آمریکا شمالی و آمریکا جنوبی را متحد ساخت.
فصل پنچم فوتبال برای دوستی با یک مفکوره جدید تطبیق یافت: یک بازیکن نوجوان از هر کشور به عنوان نماینده انتخاب گردیدند. تمام نماینده‌های انتخاب شده در هشت تیم دوستی بین‌المللی متحد شدند، و هر تیم متشکل از پسران و دختران ۱۲ ساله می‌باشد به شمول معلولین.
ترکیب تیم‌ها و مسئولیت بازیکنان از کشورهای اشتراک‌کننده دریک دوره قرعه کشی آزاد مشخص شد. قرعه کشی در یک کنفرانس از طریق اینترنت صورت گرفت.
در رأس هر یکی از هشت تیم دوستی مربی‌های جوان قرار داشت از جمله: رینی لامپرت (اسلوانی), ستیفن مکسیماویچ (صربستان), برندان شبانی (انگلستان), چارلی سوی (چین), آناتولی چنتولایف (روسیه), بوگدان کرولاوتسکی (روسیه), انتان ایوانوف (روسیه), اممه هینشین (هلند), لیلیه متسوماتا (جاپان) و نماینده مرکز مطبوعاتی بین‌المللی فوتبال برای دوستی همچنان در قرعه مشارکت کرده بود.
برنده جام جهانی فوتبال برای دوستی ۲۰۱۷ تیم اورنج (Orange) به شمول مربی جوان و بازیکنان از نه کشور مختلف شناخته شد از جمله: رینی لامپرت (اسلوانی), هانگجون مروین تیو (سینگاپور), پاول پویک ۱ مانتنه (اسپانیا), گابریل میندوزه (بولیوی), روان کاظیموف (آذربایجان), خرسمیر ستنیمیروف ستنچف (بلغارستان), ایوان اگوستین کاسکا (آرژانتین), رومان خورک (چک), حمزه یوسف نوری الحوات (لیبی).
در گردهمایی بین الملیی فوتبال برای دوستی کودکان اشخاص ذیل: وکتور زابکوف (رئیس کلی پی جی اس سی گازپرام), فتمه صموره (سکرتر جنرال فدراسیون فوتبال فیفا), فیلیپ لیفلاک (مدیر مالی فیفا), جولیا ببتیسته (بازیکن برازیلی), ایوان زمورنا (بازیکن خط حمله چیلی), الیکسندر کرژکوف (بازیکن روسی) همراه با میهمان دیگر و در رشد ارزش‌های انسانی میان نسل جوانان فعالیت دارند اشتراک ورزیده بودند.
این پروژه در سال ۲۰۱۷ بیش از ۶۰۰۰۰۰۰ نفر جلب کرد و اضافه تر از ۱۰۰۰ نوجوان و بالغ از ۶۴ کشور در دور نهایی فینال در شهر سنپیترزبورگ روسیه اشتراک وزیدند.

### فوتبال برای دوستی سال ۲۰۱۸
در سال ۲۰۱۸ ششمین فصل این بازی فوتبال برای دوستی از ۱۵ فوریه الی ۱۵ ژوئن در کشور روسیه برگزار شد. رویدادهای نهایی در آستانه جام جهانی فیفا ۲۰۱۸ در مسکو برگزار شد. اشتراک‌کننده‌گان این برنامه حاوی از بازیکنان جوان و روزنامه‌نگاران از ۲۱۱ کشور و منطقه‌های جهان شدند.
افتتاحیه رسمی برنامه فوتبال برای دوستی در سال ۲۰۱۸ با قرعه کشی پخش زنده از طریق رسانه‌ها انجام یافت که در نتیجه آن ۳۲ تیم ملی- تیم دوستی تشکل شد
در سال ۲۰۱۸ در چارچوب مأموریت حفاظت از محیط زیست، ازینرو تیم‌های بین‌المللی دوستی بنام حیوانات نادر و در حال انقراض نامگذاری شده‌اند:
فیل آفریقا
سوسمار جزیره کومودو
میمون کیپونجی
سنگ پشت بزرگ یا لاک پشت غول پیکر
پلنگ چیتا
کرگدن
کوسه ماهی فرشته (آنجل شارک)
خرس قطبی
میمون لمور یا میمون پوزهدار
خرس گریزیلی
نهنگ
خرس تنبل (Three Toed Sloth)
مار کفچه یا شاه مار کفچه
شامپانزه
تمساح پوزباریک یا گریال هندی
گوریل غربی
شاه هد هد (امپریال ودپیکر)
غزال یا آهو ریزه اندام (سیگا)
یک نوع شادی
کیسه خرس یا نوع خرس که همیشه در درخت است.
ببر سیبری
گوره خر گوری (گریوی زیبره)
میمون دست دراز
پاندای غول پیکر (یک نوع خرس)
پنگوین ماژلان (مگیلنیک پنگوئن)
زرافه راتشیلد (نوع زرافه)
نهنگ کوهان دار (نوع نهنگ)
سگ شکاری آفریقای
شیر
اسب آبی
شیر دریای جزیره گالاپاگوس
همچنین در چهارچوب مأموریت حفاظت از محیط زیست در سال ۲۰۱۸ در ۳۰ ماه مه در روز جهانی Happy Buzz Day جامعه جهانی را فراخواند تا از سازمان‌های نجات گونه‌های نادر حیوانات حمایت کند. پارک‌های ملی و ذخایر طبیعی روسیه، ایالات متحده آمریکا، نپال و بریتانیا به این اقدام پیوستند. همچنین، در مسکو در جریان رویدادهای نهایی برنامه «فوتبال برای دوستی» شرکت‌کنندگان در اتوبوس‌های سازگار با محیط زیست با استفاده از گاز طبیعی حرکت کردند.
کشورهای زیرین از جمله شرکتکننده‌گان برنامه فوتبال برای دوستی در سال ۲۰۱۸ می‌باشند:
1. استرالیا یا جامعهُ استرالیا
2. جمهوری اتریش
3. جمهوری آذربایجان
4. جمهوری دموکراتیک خلق الجزایر
5. جزایر ویرجین ایالات متحده
6. ساموآ آمریکایی
7. آنگولا
8. آنتیگوا و باربودا
9. جمهوری عربی مصر
10. جمهوری آرژانتین
11. آروبا
12. باربادوس
13. برازیل
14. جزایر برمودا
15. جمهوری بولیو ونزوئلا
16. بوسنی و هرزگوین
17. جزایر ویرجین بریتانیا
18. بورکینافاسو
19. بزرگ لوکزامبورگ
20. مجارستان
21. جمهوری شرقی اروگوئه
22. جمهوری گابن
23. جمهوری گینه
24. جبل الطارق
25. برونئی دارالسلام
26. دولت اسرائیل
27. ایالت قطر
28. دولت کویت
29. ایالت لیبی
30. ایالت فلسطین
31. گرانادا
32. جمهوری یونان
33. جورجیا یا گرجستان
34. جمهوری دموکراتیک تیمور-لست
35. جمهوری دموکراتیک کنگو
36. جمهوری دموکراتیک ساوتمو و پرینسیپ
37. جمهوری دموکراتیک سوسیالیست سریلانکا
38. جمهوری دومینیکن
39. اردن هاشمی پادشاهی اردن
40. جمهوری اسلامی افغانستان
41. جمهوری اسلامی ایران
42. جمهوری اسلامی موریتانی
43. جمهوری ایتالیا
44. جمهوری یمن
45. جزایر کیمن
46. کانادا
47. جمهوری خلق چین
48. چینی تایپه (تایوان)
49. سلطنت آندورا
50. سرپرستی لیختن اشتاین
51. جمهوری گینه یا جمهوری همکار گویانه
52. جمهوری دموکراتیک خلق کره
53. پادشاهی بحرین
54. پادشاهی بلژیک
55. پادشاهی بوتان
56. پادشاهی دانمارک
57. پادشاهی اسپانیا
58. پادشاهی کامبوج
59. پادشاهی لسوتو
60. پادشاهی مراکش
61. پادشاهی هلند
62. پادشاهی نروژ
63. پادشاهی عربستان سعودی
64. پادشاهی سوازیلند یا سوئیس
65. پادشاهی تایلند
66. پادشاهی تونگا
67. پادشاهی سوئد یا سویدن
68. جمهوری قرقیزستان
69. کوراسائو
70. جمهوری دموکراتیک خلق لائوس
71. جمهوری لتونی
72. جمهوری لبنان
73. جمهوری لیتوانی
74. مالزی
75. جمهوری مالدیو
76. ایالات متحده مکزیک
77. دولت ملل بولیوی
78. مغولستان
79. مونتسرات
80. جمهوری خلق بنگلادش
81. دولت مستقل پاپوآ گینه نو
82. دولت مستقل ساموآ
83. نیوزیلند
84. کالدونیای جدید
85. جمهوری متحد جمهوری تانزانیا
86. امارات متحده عربی
87. جزایر کوک
88. جزایر ترکس و کایکوس
89. جمهوری آلبانی
90. جمهوری آنگولا
91. جمهوری ارمنستان
92. جمهوری بلاروس
93. جمهوری بنین
94. جمهوری بلغارستان
95. جمهوری بوتسوانا
96. جمهوری بوروندی
97. جمهوری ونابئو
98. جمهوری هائیتی
99. جمهوری گامبیا

۱۰۰. جمهوری غنا
۱۰۱. جمهوری گواتمالا
۱۰۲. جمهوری گینه بیسائو
۱۰۳. جمهوری هندوراس
۱۰۴. جمهوری جیبوتی
۱۰۵. جمهوری زامبیا
۱۰۶. جمهوری زیمبابوه
۱۰۷. جمهوری هند
۱۰۸. جمهوری اندونزی
۱۰۹. جمهوری عراق
۱۱۰. جمهوری ایرلند
۱۱۱. جمهوری ایسلند
۱۱۲. جمهوری قزاقستان
۱۱۳. جمهوری کنیا
۱۱۴. جمهوری قبرس
۱۱۵. جمهوری کلمبیا
۱۱۶. جمهوری کنگو
۱۱۷. جمهوری کره
۱۱۸. جمهوری کوزوو
۱۱۹. جمهوری کاستاریکا
۱۲۰. ساحل عاج
۱۲۱. جمهوری کوبا
۱۲۲. جمهوری لیبریا
۱۲۳. جمهوری موریس
۱۲۴. جمهوری ماداگاسکار
۱۲۵. جمهوری مقدونیه
۱۲۶. جمهوری مالاوی
۱۲۷. جمهوری مال
۱۲۸. جمهوری مالت
۱۲۹. جمهوری موزامبیک
۱۳۰. جمهوری مولداوی
۱۳۱. جمهوری نامیبیا
۱۳۲. جمهوری نیجر
۱۳۳. جمهوری نیکاراگوئه
۱۳۴. جمهوری کیپ ورد
۱۳۵. جمهوری اسلامی پاکستان
۱۳۶. جمهوری پاناما
۱۳۷. جمهوری پاراگوئه
۱۳۸. پرو پرو
۱۳۹. جمهوری لهستان
۱۴۰. جمهوری پرتغال
۱۴۱. جمهوری رواندا
۱۴۲. جمهوری سن مارینو
۱۴۳. جمهوری سیشل
۱۴۴. جمهوری سنگال
۱۴۵. جمهوری صربستان
۱۴۶. جمهوری سنگاپور
۱۴۷. جمهوری اسلوونی
۱۴۸. اتحادیه میانمار
۱۴۹. جمهوری سودان
۱۵۰. جمهوری سورینام
۱۵۱. جمهوری سیرالئون
۱۵۲. جمهوری تاجیکستان
۱۵۳. جمهوری ترینیداد و توباگو
۱۵۴. جمهوری ترکمنستان
۱۵۵. جمهوری اوگاندا
۱۵۶. جمهوری ازبکستان
۱۵۷. جمهوری فیجی
۱۵۸. جمهوری فیلیپین
۱۵۹. جمهوری کرواسی
۱۶۰. جمهوری چاد
۱۶۱. جمهوری مونته‌نگرو
۱۶۲. جمهوری شیلی
۱۶۳. جمهوری اکوادور
۱۶۴. جمهوری گینه استوایی
۱۶۵. جمهوری السالوادور
۱۶۶. جمهوری سودان جنوبی
۱۶۷. جمهوری کامرون
۱۶۸. فدراسیون روسیه
۱۶۹. رومانی
۱۷۰. منطقه اداری ویژه هنگ کنگ جمهوری خلق چین
۱۷۱. ایالت آسایشگاه آزاد پورتوریکو
۱۷۲. ایرلند شمالی
۱۷۳. سنت وینسنت و گرنادین
۱۷۴. سنت لوسیا
۱۷۵. جمهوری عربی سوریه
۱۷۶. جمهوری اسلواکی
۱۷۷. امپراطوری باهاما
۱۷۸. مأموریت دومینیکا
۱۷۹. بریتانیا یا انگلستان و ایرلند شمالی بریتانیاوی
۱۸۰. ایالات متحده آمریکا
۱۸۱. جزایر سلیمان (سلیمان ایسلند)
۱۸۲. جمهوری سوسیالیستی ویتنام
۱۸۳. اتحاد جماهیر شوروی کومور
۱۸۴. منطقه اداری ویژه ماکائو جمهوری خلق چین
۱۸۵. سلطنت عمان
۱۸۶. تاهیتی
۱۸۷. قلمرو گوم (تیراتاریتی آف گوم)
۱۸۸. جمهوری تگولی
۱۸۹. جمهوری تونس
۱۹۰. جمهوری ترکیه
۱۹۱. اوکراین
۱۹۲. ولز
۱۹۳. جزایر فارو
۱۹۴. جمهوری دموکراتیک فدرال نپال
۱۹۵. جمهوری دموکراتیک فدرال اتیوپی
۱۹۶. جمهوری فدرال برزیل
۱۹۷. جمهوری فدرال آلمان
۱۹۸. جمهوری فدرال نیجریه
۱۹۹. جمهوری فدرال سومالی
۲۰۰. فدراسیون سنت کیتس و نویس
۲۰۱. جمهوری فنلاند
۲۰۲. جمهوری فرانسه
۲۰۳. جمهوری آفریقای مرکزی
۲۰۴. جمهوری چک
۲۰۵. کنفدراسیون سوئیس
۲۰۶. اسکاتلند
۲۰۷. اریتره
۲۰۸. جمهوری استونی
۲۰۹. جمهوری آفریقای جنوبی
۲۱۰. جامائیکا
۲۱۱. ژاپن
در جام جهانی ۲۰۱۸ فوتبال برای دوستی ۳۲ تیم بین‌المللی دوستی شرکت کردند. برای اولین بار در تاریخ این پروژه، بازی نهایی توسط تحلیلگر جوان یازن تاخا از سوریه توضیح داد و بازی توسط داور جوان از روسیه بوگدان باتالین مورد قضاوت قرار گرفت.
برنده جام جهانی ۲۰۱۸ «فوتبال برای دوستی» تیم «شامپانزه» شد که شامل بازیکنان جوان فوتبال از دومینیکا، سنت کیتس و نویس، مالاوی، کلمبیا، بنین و جمهوری دموکراتیک کنگو بود. ولادیسلاو پولیاوف شرکت‌کنندگان تیم جوان از سارانسک را تمرین داد.
رویداد نهایی فصل ششم برنامه انجمن بین‌المللی کودکان «فوتبال برای دوستی» بود که در تاریخ ۱۳ ژوئن در مرکز اقیانوس‌شناسی و زیست‌شناسی دریایی «مسکواریوم» برگزار شد. ویکتور زوبکوف (رئیس هیئت مدیره (PJSC) گازپرام)، اولگا گولودتس (معاون رئیس‌جمهور فدراسیون روسیه)، ایکر کاسیلیاس (بازیکن فوتبال اسپانیا، کاپیتان سابق تیم ملی)، الکساندر کرژاکوف (بازیکن فوتبال روسیه، مربی تیم فوتبال جوانان روسیه) و همچنین نمایندگان ۵۴ سفارتخانه از سراسر جهان و سایر مهمانان از آن بازدید کردند.
به بهترین بازیکنان فوتبال جوان فصل ششم در این مسابقه جایزه اهدا شد: دئو کالنگا موینز از جمهوری دموکراتیک کنگو (بهترین مهاجم)، یامیرو اوورو از بنین (بهترین هافبک)، ایوان وولینکین از ولز (بهترین دروازه‌بان) و گوستاوو سینترا روچا از برزیل (باارزشترین بازیکن MVP.
بهترین روزنامه‌نگار جوان برنامهٔ «فوتبال برای دوستی» در سال ۲۰۱۸ شیکعلی آسینسون از آروبا بود. دختر وبلاگ هدایت، جوانان اقیانوسیه را به آگاهی زیست‌محیطی فرا می‌خواند.
در انجمن معرفی کتاب و جلسه امضاءدادن به شرکت‌کنندگان فصل گذشته آنانیا کامبوج از هند برگزار شد. پس از اتمام فصل پنجم «فوتبال برای دوستی» در سال ۲۰۱۷، آنانیا کتاب «سفر من از موحالی به سن پترزبورگ» در مورد تجربه حضور خود به عنوان یک خبرنگار جوان نوشت. در آنجا او در مورد ارزش نُه برنامه گفت که کمک به تغییر جهان برای بهتر شدن می‌کند.
در ۱۴ ژوئن پس از اتمام انجمن بین‌المللی کودکان «فوتبال برای دوستی»، بازیکنان جوانان فوتبال و روزنامه نگاران در مراسم افتتاحیه جام جهانی فیفا ۲۰۱۸ در روسیه شرکت کردند.. در ورزشگاه «لوژینکی» کودکان به‌طور رسمی پرچم تمام ۲۱۱ کشور و مناطق که در این برنامه شرکت کردند برافراشتند. پس از آن شرکت‌کنندگان جوان «فوتبال برای دوستی»، مسابقات بازگشایی مابین تیم‌های روسیه و عربستان سعودی را تماشا کردند.
رئیس‌جمهور فدراسیون روسیه ولادیمیر پوتین سفیر جوان «فوتبال برای دوستی» آلبرت زینناتوف از روسیه را دعوت کرد تا با هم مسابقه افتتاحیه را تماشا کنند. در آنجا مرد جوان با روبرتو کارلوس قهرمان مسابقات جام جهانی از برزیل و همچنین با ایکر کاسیلیاس بازیکن فوتبال اسپانیا گفتگو کرد.
بیش از ۱۵۰۰ کودک و نوجوان از ۲۱۱ کشور و مناطق در مسابقات نهایی مسکو شرکت کردند. در کل، در چارچوب فصل ششم در مناطق مختلف جهان بیش از ۱۸۰ رویداد سازماندهی شد که در آن‌ها بیش از ۲۴۰ هزار کودک شرکت داشتند.
این پروژه در سال ۲۰۱۸ توسط مقامات دولتی پشتیبانی شد. اولگا گولودیتس معاون نخست‌وزیر دولت فدراسیون روسیه، از طرف رئیس‌جمهور روسیه ولادیمیر پوتین پیام خوش آمدگویی را برای شرکت‌کنندگان و مهمانان مجمع بین‌المللی کودکان خواند.
رئیس دولت فدراسیون روسیه، دیمیتری مدویدیو یک تلگرام خوش‌آمدگویی به شرکت‌کنندگان و مهمانان ششمین انجمن بین‌المللی کودکان «فوتبال برای دوستی» ارسال کرد.
نماینده رسمی وزارت امور خارجه روسیه ماریا زاخارووا در جلسه‌ای که در ۲۳ ماه مه برگزار شد، اشاره کرد که امروز برنامه «فوتبال برای دوستی» در جامعه جهانی به عنوان یک بخش مهم بشردوستانه در سیاست اجتماعی بین‌المللی روسیه شناخته شده‌است.
به‌طور مرسوم از برنامه «فوتبال برای دوستی» در فیفا حمایت شد. این سازمان اشاره کرد که تعداد کل شرکت‌کنندگان و مهمانان رویدادهای نهایی در مسکو به ۵۰۰۰ نفر رسید.

### فوتبال برای دوستی سال ۲۰۱۹
در سال ۲۰۱۹ رویدادهای کلیدی هفتمین فصل برنامه فوتبال برای دوستی از ۲۸ مه الی ۲ ژوئن در مادرید برگزار می‌شود. به‌طور مرسوم، در طول قرعه کشی باز ترکیب تیم‌های مخلوط - تیم‌های بین‌المللی دوستی تعیین می‌شود. همان‌طور که در سال ۲۰۱۸ در چارچوب ابتکار محیط زیستی این برنامه، تیم‌هایی به نام گونه‌های حیوانات نادر و در حال انقراض نامگذاری شدند.
یکی از رویدادهای مهم فصل هفتم، انجمن بین‌المللی «فوتبال برای دوستی» می‌باشد. در سال ۲۰۱۹ انجمن - پلت‌فرمی برای گفتگو سازنده و تبادل تجربه بین بازیکنان فوتبال، سیاستمداران و نمایندگان سازمان‌های عمومی و ورزشی شد. کار انجمن به توسعه فوتبال کودکان و جوانان در سراسر جهان اختصاص داده شده‌است.

## قهرمانی جهان در فوتبال برای دوستی
مسابقه فوبتال بین‌المللی کودکان در چارچوب برنامه فوتبال برای دوستی برگزار می‌گردد. . تیم‌ها یا باشگاه‌های که در برنامه قهرمانی – تیم‌های دوستی شرکت خواهند کرد از طریق یک قرعه کشی آزاد انتخاب خواهند شد. هر تیم طبق اصولنامه فوتبال برای دوستی شکل گرفته می‌باشد و مشتکل می‌شود از ورزشکاران کشورهای مختلف، جنسیت و ظرفیت‌های مختلف با شرایط فیزیکی گوناگون.

## انجمن بین‌المللی فوتبال برای دوستی کودکان
برنامه سالانه بنین المللی فوتبال برای کودکان، سال یکبار برگزار می‌گردد، در این برنامه جوانان یکجا با بزرگسالان به منظور پیشرفت این پروژه و ارزش‌های آن در سر تا سر جهان باهم بحث و گفت گو می‌کنند. در جریان این برنامه کودکان با همسالان خود از کشورهای مختلف، بازیکنان مشهور فوتبال، روزنامه نگاران و شخصیت‌های مهم دیدار می‌کنند، تا در آینده تبدیل به سفیرهای جوان شوند تا بتوانند به شکل مستقل ظرفیت و ارزش‌های جهانی را در میان همسالان خود انکشاف بدهند.

## مرکز مطبوعات بین‌المللی کودکان
یک ویژه گی خاص برنامه فوتبال برای کودکان داشتن مرکز مطبوعاتی بین‌المللی کودکان می‌باشد .. در اوایل در سال ۲۰۱۴ تحت برنامه فوتبال برای دوستی سازمان دهی می‌شد. روزنامه نگاران جوان در مرکز مطبوعات رویدادها را در کشورهای شان تحت پوشش قرار می‌دهند: تهیه ای گزارش‌های ورزشی به رسانه‌های ملی و بین‌المللی، ایجاد و فراهم نمودن مواد برای شبکه تلویزیونی فوتبال برای دوستی، روزنامه فوتبال برای دوستی و برنامه‌های رادیوی از جمله فعالیت‌های این مرکز می‌باشد. مرکز مطبوعات بین‌المللی کودکان برنده گان بهترین روزنامه نگاران جوان، وبلاگ نویسان جوان، عکاسان، و نویسنده گان جوان را که در سطح ملی، برنده شده‌اند را متحد می‌سازد. روزنامه نگاران جوان مرکز مطبوعات نظریات خود را از برنامه و در جریان برنامه، کودک برای کودک ارائه و عملی می‌کنند.

## روز بین‌المللی فوتبال برای دوستی
تحت برنامه فوتبال برای دوستی از روز بین‌المللی فوتبال برای دوستی در ۲۵ ماه آوریل تجلیل صورت می‌گیرد. از این روز رخصتی برای نخستین بار در سال ۲۰۱۴ در ۱۶ کشور تجلیل صورت گرفت. در این روز مسابقات دوستانه، , ماراتن‌های رادیوی، برنامه‌های تلویزیونی، صنف‌های مربی گری، جلسات آموزشی، و غیره راه اندازی می‌شود. بیشتر از ۵۰۰۰۰ نفر در این جشن شرکت کرده بودند.
در سال ۲۰۱۵ روز فوتبال و دوستی در ۲۴ کشور جشن گرفته شد. در طول این فستیوال یا جشنواره مسابقات فوتبال دوستانه و رویدادهای دیگر وجود داشت: در آلمان باشگاه شالکه ۰۴ (Shalke 04 FC) صنف‌ها و کلاس‌های آموزشی راه اندازی کرده بو، , صربستان میزبان یک برنامه تلویزیونی بود، اوکراین- یک مسابقه دوستانه فوتبال میان باشگاه جوانان والین (Volyn FC) و نوجوانان مرکز خدمات اجتماعی فامیلی کودکان و جوانان شهر لوتسک (Lutsk) برگزار گردید.
در روسیه، از روز فوتبال و دوستی در ۲۵ آوریل در ۱۱ شهر جشن گرفته شد. مسابقات دوستانه فوتبال در شهرهای: ولدیوستاک، ناوسیبیرسک، یکترینبورگ، کرسنه یرسک، بارنول، سنس پیتربورگ و سرنسک راه اندازی شد جهت به خاطر آوردن ارزش‌ها کلیدی این برنامه. در کرسنه یرسک، سوچی و راستوف آن دان، بازپخش فشرده المپیک تورچ رله ۲۰۱۴ صورت گرفت.
در مسکو با حمایت فدراسیون ورزش نابینایان، یک فرصت مسابقات برابری برگزار شد. در ۵ ماه می، در شهرهای نیژنی ناوگورد و کازان از روز فوبتال و دوستی جشن گرفته شد.
در سال ۲۰۱۶ در ۳۲ کشور از روز فوتبال و دوستی تجلیل به عمل آمد. نه(۹) شهر در روسیه ازین روز تجلیل کردند که قرار ذیل است: مسکو، سنس پیتربورگ، ناوسیبیرسک، بارنول، بیروبیژن، ارکوتسک، کرسنه دار، نیژنی، ناوگورد و روستوف-آن-دان. نیژنی و ناوگورد از یک بازی دوستانه فوتبال برای بازیکنان جوان باشگاه والگا (Volga) میزبانی کرد، و بازکنان بزرگسال این باشگاه برنامه آموزش گرم کاری به کودکان راه انداز کرد. ٔدر شهر ناوسیبیرسک یک مسابقه دوستانه میان باشگاه‌های منطقوی ناوسییبیرسک و یرمک - سیبیر راه انداز شد که معلولین هم شرکت کردند.
در سال ۲۰۱۷ در ۶۴ کشور از روز فوتبال و دوستی جشن گرفته شد. بازیکنان مشهور فوتبال به شمول، برنیسلف ایوانوچ بازیکن خط دفاعی صربستان، و دیریک کویت بازیکن خط حمله هلند در این رویداد در سراسر جهان شرکت کرده بودند. در یونان تیودورس زاگارکیس برنده که با تیم ملی اش برنده مسابقات قهرمانی فوتبال اروپا در سال ۲۰۰۴ بود اشتراک کرده بود. در روسیه باشگاه زینیت (Zenit FC) میزبان یک صنف یا کلاس آموزش مخصوص به سفیر جوان برنامه فوتبال و دوستی سال ۲۰۱۷ زخر بدوک بودند. در جریان برنامه آموزش، دروازه‌بان باشگاه زینیت یور لودگین به توانایی‌های زخر مهر تأیید زد و از وی تعریف و توصیف نمود در ضمن رازهای دروازه‌بانی با وی شریک ساخت.

## نُه ارزش «فوتبال برای دوستی»
در هنگام اولین مجمع بین‌المللی کودکان که در تاریخ ۲۵ مه ۲۰۱۳ برگزار شد، سفیران جوان بریتانیا، آلمان، اسلوونی، مجارستان، صربستان، بلغارستان، یونان و روسیه هشت ارزش اول برنامه را تشکیل دادند - دوستی، برابری، عدالت، صحت، صلح، وفاداری، پیروزی، رسوم و سنت‌ها که آن‌ها را در یک نامه سرباز معرفی کرد. این نامه به سران سازمان‌های ورزشی بین‌المللی ارسال شد: فدراسیون بین‌المللی فوتبال (فیفا)، اتحادیه فوتبال اروپا (UEFA) و کمیته بین‌المللی المپیک. در سپتامبر ۲۰۱۳ جوزف بلاتتر در دیدار با ولادیمیر پوتین و ویتالی موتکو تأیید کرد که این نامه را دریافت کرده و اظهار داشت که آماده حمایت از «فوتبال برای دوستی» است.
در سال ۲۰۱۵ شرکت‌کنندگان از چین، ژاپن و قزاقستان به برنامه «فوتبال برای دوستی» پیوستند که پیشنهاد دادند ارزش نهم - افتخار را اضافه کنند.

## جام ناین ولیو (جام نه ارزش)
جام ناین ولیو یک جایزه برنامه اجتماعی بین‌المللی کودکان فوتبال برای دوستی است. سال یکبار به بزرگ‌ترین باشگاه که به ارزش این پروژه: دوستی، مساوات، عدالت، صحت، صلح، وفا داری، پیروزی، فرهنگ و احترام متعهد است اهدا می‌گردد.
طرفداران از سرا سر جهان جهت انتخاب برنده شرکت می‌کنند، اما فیصله نهایی توسط رأی اشتراک‌کننده گان پروژه فوتبال برای دوستی گرفته می‌شود. باشگاه‌های که دارنده این جام هستند: باسیلونا (۲۰۱۵(, بایرن مونیخ (۲۰۱۶) , الوحده (جایزه مخصوص) , ریالمادرید (۲۰۱۷).

## دستبند دوستی
تمام فعالیت‌های برنامه ای فوتبال برای دوستی با تبادل دستبند دوستی آغاز می‌گردد، که یک نماد برابری و سبک زندگی سالم می‌باشد. دستبند دوستی متشکل از ۲ رشته آبی و سبز است و اشخاص می‌توان این دستبندها را پوشید که ارزش‌های این برنامه با دیگران بتوانند شریک کنند.
با توجه به گفته‌ای فرنز بیسکینباویر
نماد جنبش یک دستبند دو رنگ است، ساده و قابل فهم ارزش‌های ذاتی برنامه ای فوتبال برای دسوتی.
جوانان شرکت‌کننده در برنامه، دستبندی دوستی در بند دست‌های وزشکاران مشهور و شخصیت برجسته، می‌بندند به شمول: دیک ادوه کت، , آناتولی تیموشچوک، لویز نیتو، و فرنز بیسکینباویر، لویز فیرنندیف، دیدیر دروگبا، مکس میار، فاتمه سمرو، لیون گوریتسکه، مایکل سلگادو، آلیکسندر کریژه کوف، دیمس. پیروس، آدیلینا ساتنیکاوه، یوری کامینیتس.

## فعالیت شرکت کننده گاه بین فصل‌ها
بازیکنان جوان از برنامه ای فوتبال برای دوستی به جز از فعالیت‌های رسمی خود در فصل بازی در برنامه‌های مختلف شرکت می‌ورزند. در ماه مه سال ۲۰۱۳ بازیکنان نوجوان باشگاه ماریبو (Maribor JR FC) کشور (اسلوانی) یک مسابقه خیریه دوستانه با کودکان کامبوج برگزار کردند. ۱۴ سپتامبر سال ۲۰۱۴ در شهر سوچی شرکت‌کننده گان روسی این برنامه با ولایمیر پوتین رئیس‌جمهور فدراسیون روسیه صحبت کردند پیرامون دیدار وی با رئیس فدراسیون فوتبال فیفا سپ بلاتر. در ماه ژوئن ۲۰۱۴ رئیس‌جمهور فرانسه فرانسوا هالاندی تیم تاورنی (Taverni) را که یکی از اعضایی برنامه فوتبال برای دوستی است به قصر الیزه برای دیدن مسابقه ای جام جهانی ۲۰۱۴ میان تیم فرانسه و نایجریا دعوت کرده بود. در ماه آوریل ۲۰۱۶ یوری واشچوک، سفیر فوتبال برای دوستی سال ۲۰۱۵ همراه با قویترین مرد بلا روس کریل شیمکو و بازیکنان جوان باشگاه باته (BATE FC) ملاقات کرد که فرصت برای تبادل نظر و معلومات جهت مشارکت در این پروژه بدهد.
یوری واشچوک دستبندی نماد دوستی را به کریل شیمکو هدیه داد، بدین وسیله به وی یک باتوم (چوب صاحب منصبان) داد به منظور ترویج آرمان‌های پروژه از جمله: دوستی، عدالت و زندگی سالم.

## انعام و جوایز
برنامه فوتبال برای دوستی برندهٔ مسابقات مختلف می‌باشد و چندین جایزه روسی و بین‌المللی گرفت است. از جمله: بهترین جایزه پروژه اجتماعی روسیه «در رده یا کتگوری» توسعه همکاری بین‌المللی” , انجمن بین‌المللی ارتباطات تجارتی آی ای بی سی (IABC) و جایزه ای طوفان طلای «درکتگوری مسئولیت اجتماعی شرکت» (۲۰۱۶), جایزهٔ سابر در کتگوری «بهترین پروژهٔ اجتماعی سیاره» (۲۰۱۶), جایزه اجتماعی درام در کتگوری «بهترین استراتژی بین‌المللی» (۲۰۱۷), جوایز بین‌المللی برای تبلیغات نوین در کتگروی «بهترین استراتژی رسانه ای» (۲۰۱۷), , «کمان‌دار نقره» در کتگوری «بهتری پروژه ای اجتماعی روسیه» (۲۰۱۸), و جایزه ای بزرگ کمان‌دار نقره ای (۲۰۱۸).